# Hästens
Hästens is een Zweeds beddenmerk.

## Geschiedenis
Hästens werd in 1852 in Köping opgericht door Pehr Adolf Janson. Het bedrijf was van oorsprong fabrikant van paardenzadels. Tot op de dag van vandaag is Hästens nog steeds een familiebedrijf. David Janson, de zoon van Pehr, veranderde begin jaren 1900 het focus van het bedrijf. Het ging zich nu primair richten op het vervaardigen van bedden. In 1952 werd Hästens hofleverancier van de Zweedse koninklijke familie.

## Afzetmarkt
In 2006 waren producten van Hästens te koop in 22 landen, met name in Nederland, Finland en de Verenigde Staten. Sinds de recessie in 2008-2009 zijn de jaarcijfers flink gedaald. Zo zijn er sindsdien 24 van de 34 verkooppunten van Hästens in Nederland gesloten. Sindsdien richt het bedrijf zich meer op de markt voor luxeproducten.